# Iryna Janovytj
Iryna Viktorivna Janovytj (ukrainska: Ірина Вікторівна Янович), född den 14 juli 1976 i Amur, Ryska SFSR, Sovjetunionen (nu Ryssland), är en ukrainsk tävlingscyklist som tog brons i cykelsprinten vid olympiska sommarspelen 2000 i Sydney.